# Nagroda Kulturalna Dolnego Śląska „Silesia”
Nagroda Kulturalna Dolnego Śląska „Silesia” – nagroda przyznawana przez samorząd województwo dolnośląskiego (marszałka województwa) twórcom oraz instytucjom kultury za działalność artystyczną lub kulturalną o szczególnym znaczeniu dla regionu, zarówno w kraju, jak i za granicą.
Z wnioskiem o przyznanie Nagrody występuje kapituła, w której skład wchodzą m.in. członek zarządu województwa, odpowiedzialny za działania w sektorze kultury i przewodniczący sejmikowej komisji kultury, nauki i edukacji. Kandydatów może zgłaszać m.in. przewodniczący kapituły, jej poszczególni członkowie, radni sejmiku, grupa co najmniej 1000 mieszkańców Dolnego Śląska, instytucje kultury lub środowiska twórcze.
Wysokość nagrody wynosi: w kategorii indywidualnej 20 000 zł (dla osoby fizycznej) lub do 100 000 złotych w kategorii instytucji (dla osoby prawnej, bądź jednostki nie posiadającej osobowości prawnej). Ustawę powołującą do życia nagrodę „Silesia” uchwalono w 2006, lecz problemy prawne spowodowały, że została ona przyznana oficjalnie po raz pierwszy w 2008.

## Laureaci
2008
- Andrzej Saj – krytyk sztuki, redaktor naczelny pisma artystycznego „Format”
- Muzeum Papiernictwa w Dusznikach-Zdroju

2009
- Antoni Wójtowicz (wydawca),
- Teatr im. Heleny Modrzejewskiej w Legnicy

2010
- ks. Antoni Kiełbasa,
- Ośrodek Kultury i Sztuki we Wrocławiu,

2011
- Tadeusz Różewicz
- Muzeum Miedzi w Legnicy
- Towarzystwo Przyjaciół Jeleniej Góry

2012
- Muzeum Karkonoskie w Jeleniej Górze
- Zuzanna Dziedzic – dyrektorka naczelna Filharmonii Dolnośląskiej
- Zbigniew Kulik – dyrektor Muzeum Sportu i Turystyki w Karpaczu
- Teresa Kępowicz

2013
- Muzeum Sportu i Turystyki w Karpaczu
- Filharmonia Dolnośląska w Jeleniej Górze
- Roman Gileta
- Ewa Maria Poradowska-Werszler
- Henryk Hnatiuk
- Agata Rome-Dzida

2014
- Opera Wrocławska
- Zespół Pieśni i Tańca „Wałbrzych”
- Stowarzyszenie „Motyl” Na Rzecz Integracji i Aktywności Artystycznej Dzieci i Młodzieży Niepełnosprawnej w Wałbrzychu
- Olga Tokarczuk
- Szczepan Siekierka

2015
- Klub Inteligencji Katolickiej we Wrocławiu
- Zespół Pieśni i Tańca „Jubilat” w Świdnicy
- Zbigniew Zasada

2016
- Stowarzyszenie na rzecz promocji Dolnego Śląska
- Izabela Skrybant-Dziewiątkowska

2017
- Muzeum Ceramiki w Bolesławcu
- Teresa Bazała
- Katarzyna Koczyńska-Kielan

2018
- Bronisław Kamiński
- Danuta Gołdon
- Andrzej Bator
- Dziecięcy Zespół Pieśni i Tańca „Gwarkowie”
- Muzyczna Szkoła II stopnia – „Wrocławska Szkoła Jazzu i Muzyki Rozrywkowej”

2019
- Mariusz Kędzierski
- Dolnośląskie Towarzystwo Muzyczne
- Artur Wróbel